# U-17-Afrika-Cup der Frauen
Der U-17-Afrika-Cup der Frauen (bis 2015 U-17-Afrikameisterschaft der Frauen), offiziell Africa U17 Women’s Cup of Nations (bis 2015 African U17 Women’s Championship), ist ein Fußballwettbewerb zwischen den Nationalmannschaften Afrikas für Fußballspielerinnen unter 17 Jahren. Das Turnier wird seit 2008 in wechselnden Modi der Regel alle zwei Jahre ausgetragen und dient als Qualifikation für die U-17-Weltmeisterschaft.
2008 wurde das Turnier in zwei K.-o.-Runden und einer finalen Ligarunde mit sechs Teams in Hin- und Rückspiel ausgespielt, um die zwei Starter für die U-17-WM zu ermitteln. Seither findet es im Zwei-Jahres-Rhythmus statt. Der Wettbewerb 2010 wurde im K.-o.-System mit Hin- und Rückspielen bis zum Halbfinale ausgetragen, wobei auf die Ausrichtung eines Finals verzichtet wurde. Dafür fand ein Play-off der Halbfinal-Verlierer um den dritten WM-Startplatz statt, der Afrika seit der WM 2010 zusteht. Seit 2012 werden drei Runden im reinen K.-o.-System gespielt, wobei sich die drei Sieger der letzten Runde für die U-17 WM der Frauen qualifizierten. Seit 2015 heißt der Wettbewerb offiziell Africa U17 Women’s Cup of Nations.
Amtierende Sieger sind Tansania, Nigeria und Marokko, die sich bei der Austragung 2022 für die WM-Endrunde qualifizieren konnten. Mit jeweils sechs WM-Teilnahmen sind Ghana und Nigeria Rekordsieger des Wettbewerbs.

## Die Turniere im Überblick
| Jahr         | Gastgeber           | Finale Ligarunde mit Hin- und Rückspiel | Finale Ligarunde mit Hin- und Rückspiel | Finale Ligarunde mit Hin- und Rückspiel | Finale Ligarunde mit Hin- und Rückspiel | Finale Ligarunde mit Hin- und Rückspiel | Finale Ligarunde mit Hin- und Rückspiel |
| Jahr         | Gastgeber           | Sieger                                  | Sieger                                  | 2. Platz                                | 2. Platz                                | 3. Platz                                | 3. Platz                                |
| ------------ | ------------------- | --------------------------------------- | --------------------------------------- | --------------------------------------- | --------------------------------------- | --------------------------------------- | --------------------------------------- |
| 2008 Details | Hin- und Rückspiele | Nigeria                                 | Nigeria                                 | Ghana                                   | Ghana                                   | Kamerun                                 | Kamerun                                 |

| Jahr         | Gastgeber           | 1. Halbfinale | 1. Halbfinale | 1. Halbfinale | 2. Halbfinale | 2. Halbfinale | 2. Halbfinale |
| Jahr         | Gastgeber           | Sieger        | Ergebnis      | Verlierer     | Sieger        | Ergebnis      | Verlierer     |
| ------------ | ------------------- | ------------- | ------------- | ------------- | ------------- | ------------- | ------------- |
| 2010 Details | Hin- und Rückspiele | Ghana         | 4:0, 7:0      | Tunesien      | Nigeria       | 2:1, 5:0      | Südafrika     |

| Jahr         | Gastgeber           | Qualifikationsspiel 1                   | Qualifikationsspiel 1                   | Qualifikationsspiel 1                   | Qualifikationsspiel 2                   | Qualifikationsspiel 2                   | Qualifikationsspiel 2                   | Qualifikationsspiel 3                   | Qualifikationsspiel 3                   | Qualifikationsspiel 3                   |
| Jahr         | Gastgeber           | Sieger                                  | Ergebnis                                | Verlierer                               | Sieger                                  | Ergebnis                                | Verlierer                               | Sieger                                  | Ergebnis                                | Verlierer                               |
| ------------ | ------------------- | --------------------------------------- | --------------------------------------- | --------------------------------------- | --------------------------------------- | --------------------------------------- | --------------------------------------- | --------------------------------------- | --------------------------------------- | --------------------------------------- |
| 2012 Details | Hin- und Rückspiele | Ghana                                   | 5:1 (0:0, 5:1)                          | Südafrika                               | Nigeria                                 | 7:1 (5:0, 2:1)                          | Sambia                                  | Gambia                                  | 3:1 (2:1, 1:0)                          | Tunesien                                |
| 2013 Details | Hin- und Rückspiele | Ghana                                   | 5:2 (2:0, 3:2)                          | Äquatorialguinea                        | Nigeria                                 | zurückgez.                              | Südsudan                                | Sambia                                  | 6:4 (3:3, 3:1)                          | Südafrika                               |
| 2016 Details | Hin- und Rückspiele | Ghana                                   | 10:0 (4:0, 6:0)                         | Marokko                                 | Nigeria                                 | 7:0 (6:0, 1:0)                          | Südafrika                               | Kamerun                                 | 6:1 (2:1, 4:0)                          | Ägypten                                 |
| 2018 Details | Hin- und Rückspiele | Ghana                                   | 19:0 (9:0, 10:0)                        | Dschibuti                               | Südafrika                               | 6:1 (5:1, 1:0)                          | Marokko                                 | Kamerun                                 | 3:3(a) (2:2, 1:1)                       | Nigeria                                 |
| 2020 Details | Hin- und Rückspiele | aufgrund der COVID-19-Pandemie abgesagt | aufgrund der COVID-19-Pandemie abgesagt | aufgrund der COVID-19-Pandemie abgesagt | aufgrund der COVID-19-Pandemie abgesagt | aufgrund der COVID-19-Pandemie abgesagt | aufgrund der COVID-19-Pandemie abgesagt | aufgrund der COVID-19-Pandemie abgesagt | aufgrund der COVID-19-Pandemie abgesagt | aufgrund der COVID-19-Pandemie abgesagt |
| 2022 Details | Hin- und Rückspiele | Marokko                                 | 2:2 (0:2, 2:0, 4:2 i. E.)               | Ghana                                   | Nigeria                                 | 1:0 (1:0, 0:0)                          | Äthiopien                               | Tansania                                | 5:1 (4:1, 1:0)                          | Kamerun                                 |
| 2024 Details | Hin- und Rückspiele | Kenia                                   | 5:0 (3:0, 2:0)                          | Burundi                                 | Sambia                                  | 3:1 (3:1, 0:0)                          | Marokko                                 | Nigeria                                 | 6:1 (4:1, 2:0)                          | Liberia                                 |

### Rangliste
| Rang | Land             | WM-Teilnahmen | Play-off-Niederlagen |
| ---- | ---------------- | ------------- | -------------------- |
| 1    | Nigeria          | 7             | 1                    |
| 2    | Ghana            | 6             | 1                    |
| 3    | Südafrika        | [2]2          | 4                    |
| 4    | Kamerun          | 2             | 2                    |
| 5    | Sambia           | 2             | 1                    |
| 6    | Marokko          | 1             | 3                    |
| 7    | Gambia           | 1             | 0                    |
| 8    | Tansania         | 1             | 0                    |
| 9    | Kenia            | 1             | 0                    |
| 10   | Tunesien         | 0             | 2                    |
| 11   | Ägypten          | 0             | 1                    |
|      | Äquatorialguinea | 0             | 1                    |
|      | Äthiopien        | 0             | 1                    |
|      | Dschibuti        | 0             | 1                    |
|      | Südsudan         | 0             | 1                    |

## Abschneiden bei derU-17-Weltmeisterschaft
| Weltmeisterschaft | 2008 | 2010 | 2012 | 2014 | 2016 | 2018 | 2022 | 2024 |
| ----------------- | ---- | ---- | ---- | ---- | ---- | ---- | ---- | ---- |
| Kamerun           |      |      |      |      | VR   | VR   |      |      |
| Gambia            |      |      | VR   |      |      |      |      |      |
| Ghana             | VR   | VR   | 3.   | VF   | VF   | VF   |      |      |
| Marokko           |      |      |      |      |      |      | VR   |      |
| Nigeria           | VR   | VF   | VF   | VF   | VR   |      | 3.   | VF   |
| Sambia            |      |      |      | VR   |      |      |      | VR   |
| Südafrika         |      | VR   |      |      |      | VR   |      |      |
| Tansania          |      |      |      |      |      |      | VF   |      |
| Kenia             |      |      |      |      |      |      |      | VR   |

(Legende: HF=Halbfinale, VF=Viertelfinale, VR=Vorrunde, Q=Qualifiziert)